# Центральноевропейская инициатива
Центральноевропейская инициатива, ЦЕИ — форум регионального сотрудничества в Центральной и Восточной Европе, насчитывающий 18 государств-членов. Она была создана в Будапеште в 1989 году, на основе опыта ранее созданной Альпийско-Адриатической рабочей группы. Штаб-квартира ЦЕИ с 1996 года находится в Триесте, Италия.

## История
Центральноевропейская инициатива, или ЦЕИ, является крупнейшим и старейшим форумом регионального сотрудничества в Центральной, Восточной и Юго-Восточной Европе. В настоящее время она насчитывает 17 государств-членов, многие из которых даже не являются частью Центральной Европы: Албания, Беларусь, Босния и Герцеговина, Болгария, Хорватия, Чешская Республика, Венгрия, Италия, Молдова, Черногория, Северная Македония, Польша, Румыния, Сербия, Словакия, Словения и Украина. Начало истории Центральноевропейской инициативы положило создание четырёхугольника в Будапеште 11 ноября 1989 года, членами-основателями которого были Италия, Австрия, Венгрия и Социалистическая Федеративная Республика Югославия (СФРЮ).
Инициатива была направлена на преодоление разделения стран Европы на общественно-политические блоки путем налаживания сотрудничества между странами с различной политической ориентацией и экономическими структурами.
На первом саммите в Венеции в 1990 году в состав форума была принята Чехословакия и инициатива была переименована в пятиугольник. В 1991 году, с принятием Польши, она стала шестиугольником.
В 1992 году организация была переименована в Центральноевропейскую инициативу (ЦЕИ). Тогда же Македония, Босния и Герцеговина, Хорватия и Словения были приняты в качестве государств-членов.
Чешская Республика и Словакия были приняты в ЦЕИ в 1993 году после распада Чехословакии. В 1996 году в качестве полноправных членов к ЦЕИ присоединились Албания, Беларусь, Болгария, Молдова, Румыния и Украина.
Нынешний состав организации возник после присоединения Федеративной Республики Югославия (впоследствии Государственный союз Сербии и Черногории а затем и Сербии) в 2000 году и Черногории в 2006 году.

## Структура
ЦЕИ имеет трехкомпонентную систему: она сотрудничает в правительственном измерении, парламентском измерении и деловом измерении.
ЦЕИ способствует взаимодействию и разнообразию в 6 основных областях: общественное благо, экономический рост, свобода СМИ, охрана окружающей среды, межкультурное сотрудничество и научное сотрудничество / образование и обучение.
ЦЕИ осуществляет деятельность посредством своей совместной деятельности, проектов ЕС, программы обмена ноу-хау и технического сотрудничества с Европейским Банк реконструкции и развития (ЕБРР).

## Генеральный секретарь
В 2019 году г-н Роберто Антонионе (Италия) приступил к исполнению обязанностей генерального секретаря.
Председательства в ЦЕИ
| Год  | Страна                                                                             |
| ---- | ---------------------------------------------------------------------------------- |
| 1989 | Венгрия                                                                            |
| 1990 | Италия                                                                             |
| 1991 | СФР Югославия                                                                      |
| 1992 | Австрия                                                                            |
| 1993 | Венгрия                                                                            |
| 1994 | Италия                                                                             |
| 1995 | Польша                                                                             |
| 1996 | Австрия                                                                            |
| 1997 | Босния и Герцеговина                                                               |
| 1998 | Хорватия                                                                           |
| 1999 | Чехия                                                                              |
| 2000 | Венгрия                                                                            |
| 2001 | Италия                                                                             |
| 2002 | Македония                                                                          |
| 2003 | Польша                                                                             |
| 2004 | Словения                                                                           |
| 2005 | Словакия                                                                           |
| 2006 | Албания                                                                            |
| 2007 | Болгария                                                                           |
| 2008 | Молдова                                                                            |
| 2009 | Румыния                                                                            |
| 2010 | Черногория                                                                         |
| 2011 | Сербия                                                                             |
| 2012 | Украина                                                                            |
| 2013 | Венгрия                                                                            |
| 2014 | Австрия                                                                            |
| 2015 | Македония                                                                          |
| 2016 | Босния и Герцеговина                                                               |
| 2017 | Беларусь                                                                           |
| 2018 | Хорватия                                                                           |
| 2019 | Италия                                                                             |
| 2020 | Черногория                                                                         |
| 2021 | Черногория (из-за связанной с covid-19 отмены большей части программы на 2020 год) |

## Членство
Члены-основатели:
- (1989—2018)[2]
- (1989)
- (1989)
- (1989—1992)

Присоединились позже:
- (1990—1992)
- (1991)
- (1992) →
- (1992)
- (1992)
- (1993)
- (1993) →
- (1993)
- (1995)
- (1995)
- (1995)
- (1995)
- (1995)
- (1996)
- (2000) →  →
- (2006)